# Первый домостроительный комбинат

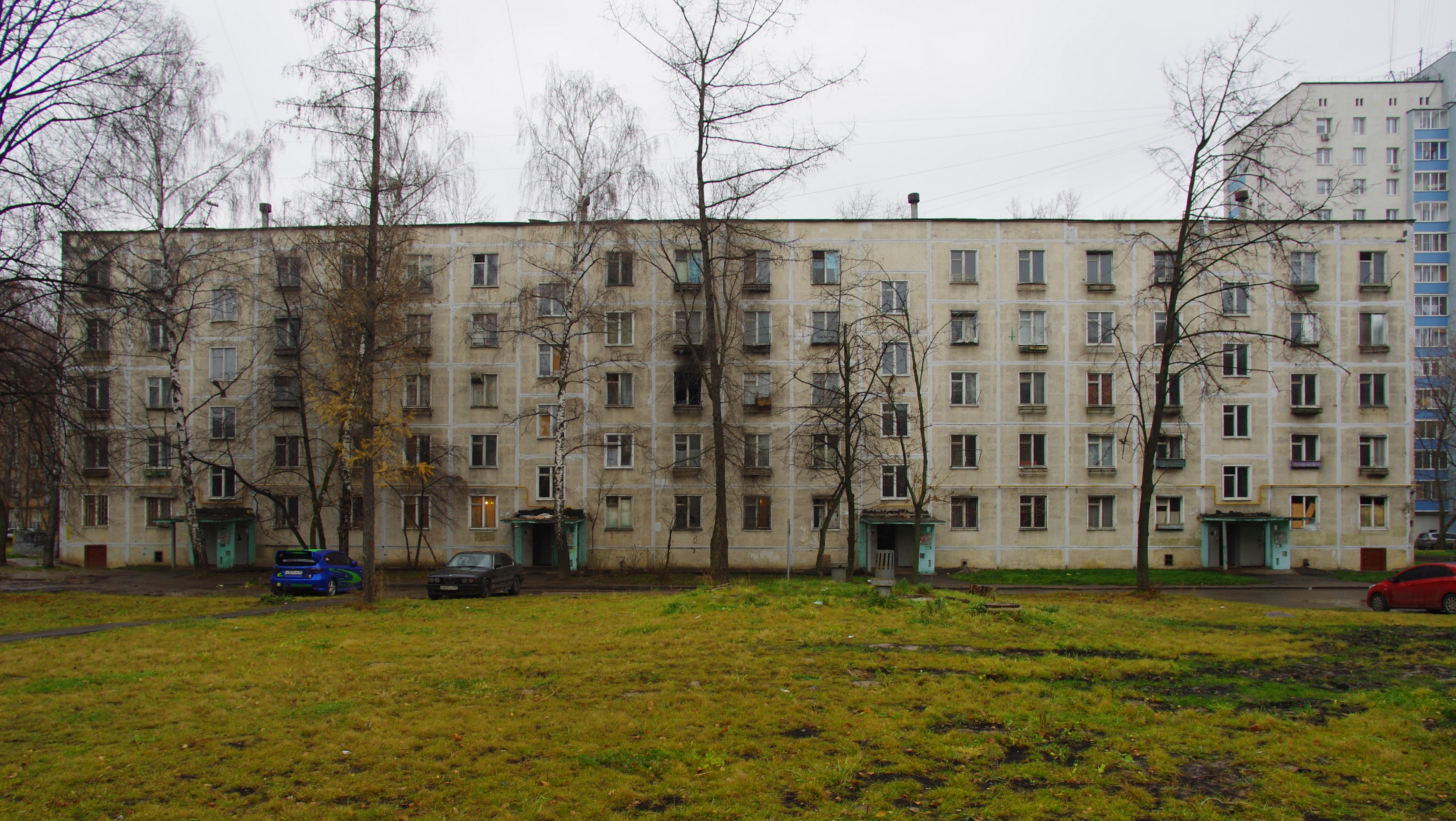
Дом серии К-7 в Москве

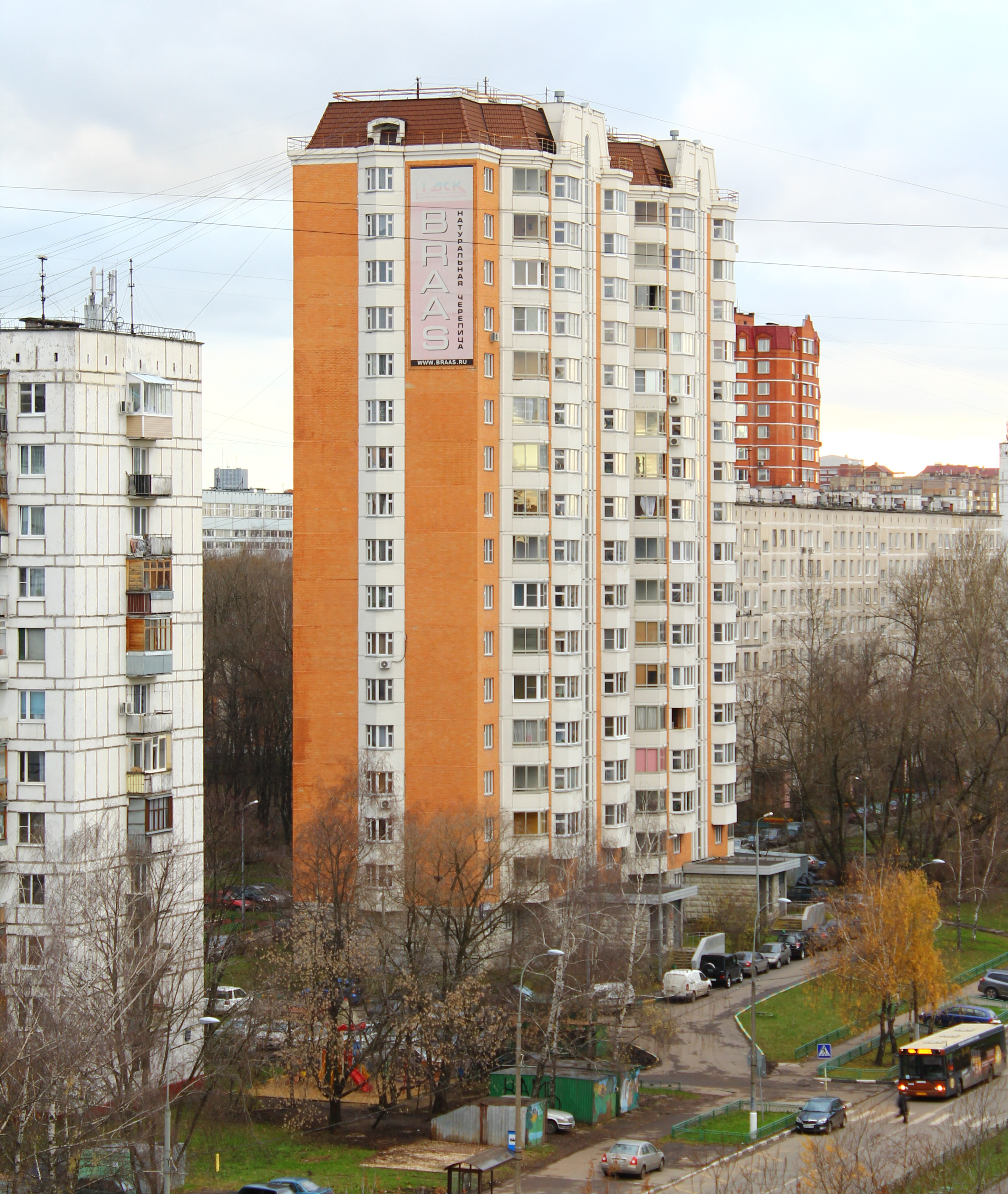
Дом серии П-44Т в Москве

Логотип ДСК-1

Первый домостроительный комбинат (ООО «Первый ДСК», ранее — АО «Домостроительный комбинат № 1» и ДСК-1) — советская государственная, затем российская частная строительная компания. Работает с 1961 года, на момент открытия был одним из первых подобных предприятий в СССР. Изначально производила железобетонные панельные конструкции и возводила жилые и нежилые здания, на 2023 год комбинат занимается только производством. Производственная мощность «Первого ДСК» эквивалентна монтажу — 550 000 м² жилья в год. Общая площадь построенного жилья — 58,6 млн м² в 47 городах России. В Москве каждая пятая семья живёт в домах серии ДСК-1.

## История комбината

### Советское время
В послевоенное время особенно остро встала задача строительства жилья по всей стране. Возведение домов из железобетонных блоков оказалось самым быстрым и эффективным способом решить жилищную проблему. На уровне Политбюро ЦК КПСС было принято решение о массовом индустриальном домостроении. Первый крупнопанельный дом в СССР был построен в городе Берёзовском в 1945 году. После войны экспериментальные серии домов из готовых железобетонных конструкций стали появляться в Москве: на Соколиной горе (1947), в районе Хорошёвского шоссе (1949), Песчаных улиц (1949). Первыми испытательными домами, построенными по промышленной технологии, стали жилые дома из прокатных панелей, возведенные в Кузьминках, и каркасно-панельные дома на улице Куусинена.
Домостроительный комбинат № 1 был образован 31 мая 1961 года в городе Москва распоряжением Совета министров РСФСР на базе Краснопресненского, Хорошевского и Ростокинского заводов ЖБИ. Комбинат подчинялся Госстрою СССР. Организация конвейерного производства и работе комплексных бригад в три смены позволили ДСК-1 перейти к массовой застройке столицы. На строительных площадках ДСК-1 работали комсомольцы всех союзных республик.
Начиная с середины шестидесятых ДСК-1 возводит жилье не только в Москве, география строительства охватывает 47 городов, включая Тольятти (1969—1972), Набережные Челны (1971—1980), Сургут и Нижневартовск (с 1980), Мурманск (с 1999).

### Современная Россия
После распада СССР ДСК-1 оказался в сложных обстоятельствах: требовалось много домов, но рынок переформатировался и требовал более разнообразные квартирные планы и строительные материалы. Чтобы удержаться, руководство комбината взяло много кредитов, вскоре долговая нагрузка стала критичной. В 2009-м правительство Москвы было вынуждено разработать схему достройки замороженных комплексов, ДСК-1 получил помощь один из первых. Долг компании на конец 2008 года составлял 39,4 млрд рублей. В 2015 году задолженность предприятия была по меньшей мере 12,8 млрд рублей только перед Россельхозбанком.
В 2016 году девелопер ГК ФСК приобрёл за долги 97 % акций ДСК-1. В феврале 2019 года финансовый управляющий бывшего владельца ДСК-1 подал в Арбитражный суд Москвы заявление о признании сделки по продаже акций комбината недействительной. Он требовал вернуть акции или взыскать полную стоимость бумаг. Суд накладывал арест на акции компании, но уже в мае следователи Московской области установили факт мошенничества с документами комбината до продажи его девелоперу, и в декабре суд снял арест с акций.
Комбинату принадлежит в Москве территория размером 59 га. Два предприятия ДСК-1 работали практически в центре города — это Краснопресненский завод железобетонных конструкций (почти 20 га вдоль 500-метровой береговой линии Москвы-реки) и Хорошевский завод железобетонных изделий (ещё 7,22 га). В 2016 году ГК ФСК подготовил для московских властей предложение о развитии территорий комбината: производственные мощности ДСК-1 планировалось перенести из Красной Пресни и Хорошёво на заводы железобетонных конструкций в Ростокино и Тушино, а долги предприятия погасить за счёт застройки освободившихся территорий.
В августе 2019-го правительство Москвы заключило с заводом «ДСК-1 Ростокино» специальный инвестиционный контракт, который даёт предприятию существенные налоговые льготы сроком на десять лет взамен на переоснащение производства. В рамках этого соглашения новый владелец обязан вложить в расширение производства 2,6 млрд рублей. В 2019 году завершился его первый этап, комбинат получил сертификат о модернизации. Были переоборудованы формовочный и арматурный цеха завода. На трёх линиях по выпуску железобетонных изделий установили новое немецкое оборудование компании EBAWE. Общее число рабочих мест на предприятии после реконструкции выросло с 410 до 1087.
Второй этап модернизации запущен в 2022 году и должен завершиться в 2023-м, потенциальная производительность завода в итоге должна достигнуть порядка 560 тыс. м² продукции в год.
Согласно комментариям директора ГК ФСК Владимира Воронина, в 2016-м ДСК-1 смог выйти на самоокупаемость. В 2019 году компания показала значительный рост выручки, в 2020-м сумма была уже на 23 % больше.
На 2023 год комбинат выполняет функции генерального проектировщика и генерального подрядчика по строительству многоэтажных жилых домов стандарт- и комфорт-класса «под ключ», включая внутренние инженерные сети и чистовую отделку квартир. Зачастую в состав домов входят подземный паркинг и первый монолитный этаж свободной планировки. По словам руководителя проекта модернизации заводского производства «Первого ДСК» Александра Казина, часть заказов комбината на 2022 год составляли проекты ГК ФСК — комплексы «1-й Ленинградский» (с домами новой серии «Евромодуль»), «1-й Лермонтовский» и микрорайон «Южная Битца».

## Серии домов

### Исторические
За 60 лет работы Первого ДСК было разработано более 16 серий и модификаций домов. Первой и самой известной серией стала К-7, созданная в Архитектурно-планировочном управлении Москвы под руководством В. П. Лагутенко. Дом этой серии был достаточно прост в изготовлении. Пятиэтажки К-7 состояли из двух десятков наименований изделий, четырёхсекционный дом монтировался под крышу за 12 рабочих дней.
С 1963 года комбинат разработал новую серию панельных домов МГ-300 с утолщенными наружными панелями и более удобной планировкой квартир. Параллельно разрабатывалась серия девятиэтажного панельного дома II-49. В течение 1967—68 годов комбинат полностью перешёл на производство II-49. Всего было построено более 14 млн м² такого жилья.
С начала 1970-х годов началась эра 16-этажных домов серий П-42 и П-43 с улучшенными характеристиками и увеличенной площадью квартир. В 1978 году комбинат начал возводить дома серии П-44. Этими домами были застроены районы Крылатское, Строгино, Митино, Бескудниково и многие другие. Комбинат выпускал также модификации серии П-44Т (с 1997 года) и П-44К (с 2006). Их возводили в районах массовой застройки в Москве и во многих подмосковных городах.

### Современные
В начале 2010-х рынок жилья и его стандарты сильно изменились, в середине десятилетия производственные площадки комбината модернизировали под принципиально новые проекты панельных домов. Одни из первых домов этой серии построены в московском районе Некрасовка. Проект «ДомРИК» создавался в сотрудничестве с мастерской Ricardo Bofill Taller de Arquitectura[en] каталонского архитектора Рикардо Бофилла. Проект серии «ДомНАД» выполнен при участии МНИИТЭП. Для обоих серий домов характерны современные эргономичные планировки квартир, первые этажи в монолитном исполнении и с витражным остеклением.
В 2021 году, к 60-летию «Первого ДСК», комбинат представил серию «Евромодуль» — дома, возводимые по индивидуальным проектам индустриальным (заводским) способом. Продукт разработан с участием испанского архитектурного бюро CityThinking и включает 140 вариантов секций, 33 планировочных решения квартир, включая квартиры евроформата. Все квартиры с балконами, потолки от 2,74 до 2,89 м (в зависимости от локации), увеличенная ширина окна (более 2 метров), не менее 40 % квартир имеют двухстороннюю ориентацию, нежилые помещения свободной планировки на 1 этаже.

## Структура комбината
Сейчас Первый домостроительный комбинат включает:
- Краснопресненский завод ЖБК – производство наружных стеновых панелей, панелей кровли, шахт лифтов.
- Ростокинский завод ЖБК — внутренние стеновые панели, лестничные марши.
- Тушинский завод ЖБК — ограждения лоджий, перекрытия.
- Хорошевский завод ЖБИ — системы инженерных коммуникаций, вентиляционные блоки, санитарно-технические кабины.
- 5 монтажных управлений – МУ-1, МУ-2, МУ-4,МУ-5, МУ-9.
- Специализированное управление - СУ-213.
- Управление подготовки строительного производства.
- Управление производственно-технологической комплектации.
- Проектно-конструкторское управление.